# NGC 1159
NGC 1159 é uma galáxia lenticular (S0) localizada na direcção da constelação de Perseus. Possui uma declinação de +43° 09' 46" e uma ascensão recta de 3 horas, 00 minutos e 46,4 segundos.
A galáxia NGC 1159 foi descoberta em 2 de Dezembro de 1883 por Édouard Jean-Marie Stephan.